# قدوم

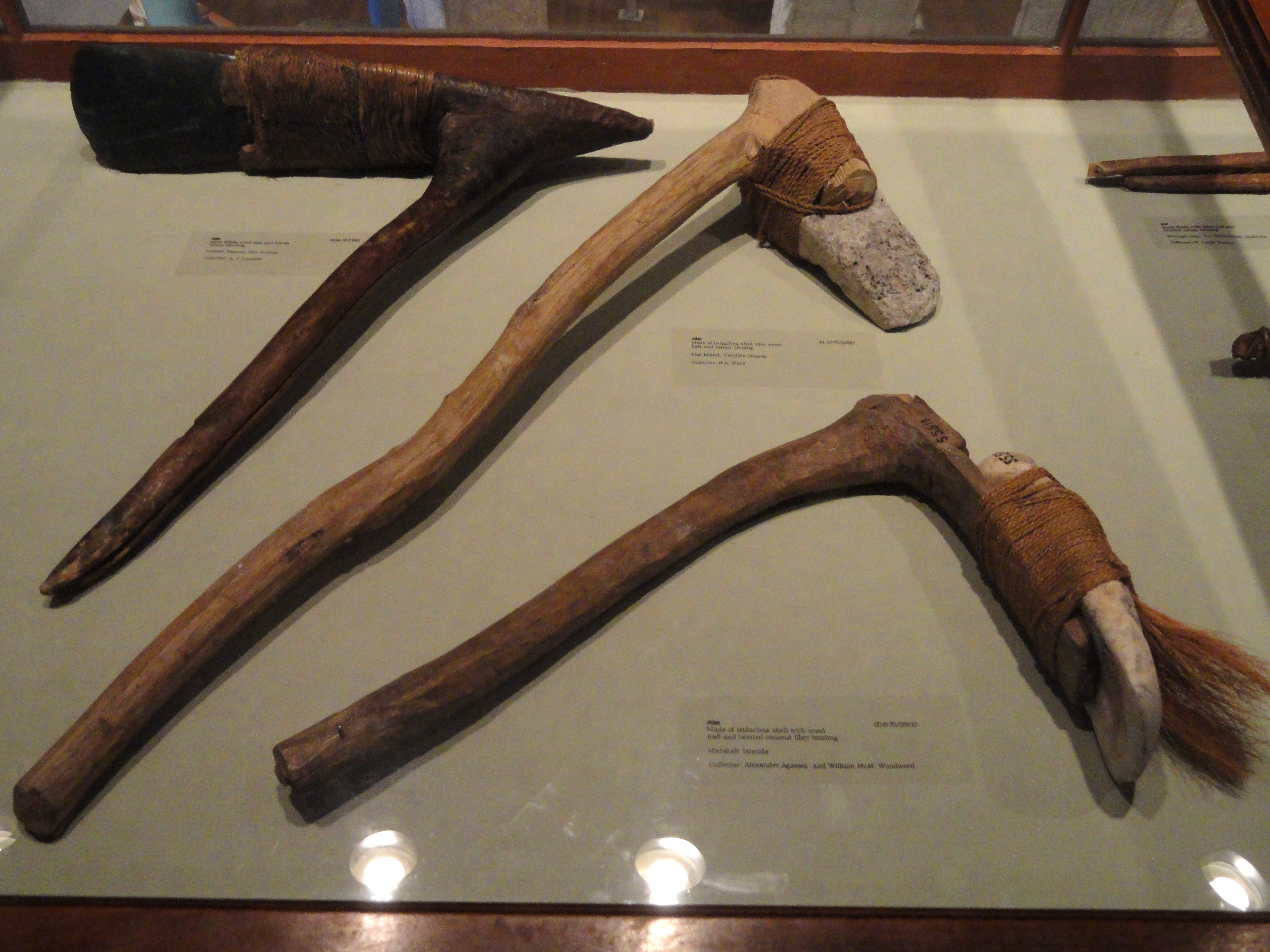

القَدُوم أداة النحت والقطع تشبه الفأس. تُستخدم منذ العصر الحجري. لتنعيم أو نحت الخشب.

## التأثيل
أصل كلمة قدوم عبراني من «قَدروم» فأدغمت الراء بالدال.